# Neoqiongphasma
Neoqiongphasma is een geslacht van Phasmatodea uit de familie Phasmatidae. De wetenschappelijke naam van dit geslacht is voor het eerst geldig gepubliceerd in 2013 door Ho.

## Soorten
Het geslacht Neoqiongphasma  is monotypisch en omvat slechts de volgende soort:
- Neoqiongphasma diaoluoshanensis Ho, 2013